# Olympique Gymnaste Club de Nice Côte d'Azur 2021-2022
Questa voce raccoglie le informazioni riguardanti l'Olympique Gymnaste Club de Nice Côte d'Azur nelle competizioni ufficiali della stagione 2021-2022.

## Maglie e divise
Lo sponsor tecnico per la stagione 2021-2022 è Macron, mentre lo sponsor ufficiale è Ineos, azienda multinazionale privata del Regno Unito operante nel settore chimico.
| Casa | Trasferta | Terza maglia |

## Rosa
In corsivo i calciatori ceduti durante la stagione.
| N. |                           | Ruolo | Calciatore            |
| -- | ------------------------- | ----- | --------------------- |
| 1  | Polonia (bandiera)        | P     | Marcin Bułka          |
| 4  | Brasile (bandiera)        | D     | Dante (capitano)      |
| 5  | Austria (bandiera)        | D     | Flavius Daniliuc      |
| 6  | Francia (bandiera)        | C     | Morgan Schneiderlin   |
| 7  | Francia (bandiera)        | A     | Myziane Maolida       |
| 7  | Francia (bandiera)        | A     | Andy Delort           |
| 8  | Paesi Bassi (bandiera)    | C     | Pablo Rosario         |
| 9  | Danimarca (bandiera)      | A     | Kasper Dolberg        |
| 10 | Francia (bandiera)        | C     | Alexis Claude-Maurice |
| 11 | Francia (bandiera)        | A     | Amine Gouiri          |
| 12 | Francia (bandiera)        | D     | Jordan Amavi          |
| 13 | Costa d'Avorio (bandiera) | D     | Hassane Kamara        |
| 14 | Svizzera (bandiera)       | A     | Dan Ndoye             |
| 14 | Algeria (bandiera)        | C     | Billal Brahimi        |
| 15 | Brasile (bandiera)        | C     | Danilo Barbosa        |

| N. |                        | Ruolo | Calciatore        |
| -- | ---------------------- | ----- | ----------------- |
| 16 | Algeria (bandiera)     | P     | Teddy Boulhendi   |
| 18 | Francia (bandiera)     | C     | Mario Lemina      |
| 19 | Francia (bandiera)     | C     | Khéphren Thuram   |
| 20 | Algeria (bandiera)     | D     | Youcef Atal       |
| 21 | Paesi Bassi (bandiera) | A     | Justin Kluivert   |
| 22 | Paesi Bassi (bandiera) | A     | Calvin Stengs     |
| 23 | Svizzera (bandiera)    | D     | Jordan Lotomba    |
| 24 | Francia (bandiera)     | A     | Evann Guessand    |
| 25 | Francia (bandiera)     | D     | Jean-Clair Todibo |
| 26 | Francia (bandiera)     | D     | Melvin Bard       |
| 28 | Algeria (bandiera)     | C     | Hicham Boudaoui   |
| 29 | Francia (bandiera)     | A     | Lucas Da Cunha    |
| 33 | Canada (bandiera)      | C     | Justin Smith      |
| 40 | Argentina (bandiera)   | P     | Walter Benítez    |